# Cerapachys wittmeri
Cerapachys wittmeri é uma espécie de formiga do gênero Cerapachys.